# Dark Adrenaline
Dark Adrenaline é o sexto álbum de estúdio da banda italiana Lacuna Coil, lançado a 24 de janeiro de 2012.

## Faixas
Todas as faixas escritas e compostas por Lacuna Coil e Don Gilmore, exceto "Losing My Religion", original do R.E.M.. 
| N.º | Título                                 | Duração |  |
| 1.  | "Trip the Darkness"                    | 3:12    |  |
| 2.  | "Against You"                          | 3:51    |  |
| 3.  | "Kill the Light"                       | 3:35    |  |
| 4.  | "Give Me Something More"               | 3:56    |  |
| 5.  | "Upsidedown"                           | 3:04    |  |
| 6.  | "End of Time"                          | 3:53    |  |
| 7.  | "I Don't Believe in Tomorrow"          | 4:12    |  |
| 8.  | "Intoxicated"                          | 3:48    |  |
| 9.  | "The Army Inside"                      | 3:12    |  |
| 10. | "Losing My Religion (cover de R.E.M.)" | 3:42    |  |
| 11. | "Fire"                                 | 2:55    |  |
| 12. | "My Spirit"                            | 5:50    |  |

## Desempenho nas paradas musicais
| Críticas profissionais | Críticas profissionais |
| Avaliações da crítica  | Avaliações da crítica  |
| Fonte                  | Avaliação              |
| ---------------------- | ---------------------- |
| allmusic               | [ 1 ]                  |

| Parada musical (2012)                           | Posição |
| ----------------------------------------------- | ------- |
| Estados Unidos - Hard Rock Albums               | 2       |
| Estados Unidos - Modern Rock/Alternative Albums | 2       |
| Estados Unidos - Independent Albums             | 3       |
| Estados Unidos - Rock Albums                    | 5       |
| Estados Unidos - Billboard 200                  | 15      |